# Milun Marović
Milun Marović, en serbio:  Милун Маровић (nacido el 15 de septiembre de 1947, en Cacak, RFS Yugoslavia y muerto el 19 de octubre de 2009) fue un jugador de baloncesto serbio. Consiguió 2 medallas en competiciones internacionales con Yugoslavia.   